# 岩木宰
岩木 宰（いわき おさむ、1959年3月9日 - ）は、日本の裁判官。福岡地方裁判所部総括判事や、福岡高等裁判所部総括判事を経て、福岡家庭裁判所所長。

## 人物・経歴
福岡県大牟田市出身。中央大学法学部卒業後、1986年裁判官任官、福岡地方裁判所判事補。司法研修所教官や、福岡地方裁判所部総括判事、福岡地方裁判所小倉支部部総括判事を経て、2015年、福岡地方裁判所部総括判事。2017年佐賀地方裁判所長、佐賀家庭裁判所長。2019年、福岡高等裁判所部総括判事。2022年、福岡家庭裁判所所長。

## 裁判
- 福岡市中央区の元祖長浜屋が、同一の屋号を用いていた店に対し、屋号の使用差し止めなどを求めた訴訟で、独立する際に元祖長浜家の屋号使用を認め覚書を取り交わしていたことなどから、元祖長浜屋の請求を棄却した[5]。